# Vereinigung Apostolischer Gemeinden
Die Vereinigung der Apostolischen Gemeinschaften (abgekürzt VAG, oder englisch United Apostolic Church) ist ein Sammelbegriff für rechtlich und finanziell selbständige apostolische Gemeinschaften. 1956 wurde in Düsseldorf die „Vereinigung der Apostel der Apostolischen Gemeinden“ gegründet.
Die Mitgliedskirchen entstanden zu unterschiedlicher Zeit und aus verschiedenen Gründen als Abspaltungen der Neuapostolischen Kirche. In späteren Jahren wurden die Gemeinschaften, deren Apostel sich zusammengeschlossen hatten, umgangssprachlich und insbesondere von neuapostolischer Seite oft mit VAG bezeichnet. Auch innerhalb der apostolischen Gemeinschaften wurde diese Bezeichnung in den 1980er und 1990er Jahren benutzt, obwohl sie sachlich falsch ist. Denn es gab nie einen Zusammenschluss von Gemeinden bzw. Gemeinschaften, sondern nur von deren Kirchenleitern.
Die Abkürzung VAG bezeichnet heute korrekt die „Vereinigung der Apostolischen Gemeinschaften in Europa“, da die außereuropäischen Gemeinschaften sich lehrmäßig deutlich unterscheiden.

## Mitglieder
Der VAG in Europa gehören zurzeit folgende vier Gemeinschaften an:
- Apostolische Gemeinschaft (Deutschland)
- Gemeente van Apostolische Christenen (Niederlande)
- Union des Chrétiens Apostoliques (Frankreich)
- Vereinigung Apostolischer Christen (Schweiz)

Der 1921 gegründete Reformiert-Apostolische Gemeindebund schloss sich 1994 mit der Apostolischen Gemeinschaft zusammen. Er gehörte vorher ebenfalls zur VAG.
Die heutige Apostolische Gemeinde des Saarlandes gehörte von 1956 bis 1967 zur Apostolischen Gemeinschaft und somit ebenfalls zum Verband, ebenso die inzwischen untergegangene Altapostolische Gemeinde in Österreich von 1987 bis ca. 1995.
Zur Vereinigung der Apostel der apostolischen Gemeinden gehören neben den Kirchenleitern der vier europäischen Gemeinschaften noch die der australischen Kirche mit den ihr verbundenen Missionskirchen sowie die der südafrikanischen Kirche. Oftmals werden diese Gemeinschaften auch zur VAG gezählt, was sachlich jedoch nicht ganz richtig ist.
- Apostolic Church of Queensland (Australien)
  - United Apostolic Church India
  - Philippines United Apostolic Church
  - United Apostles Church Kenya
  - Unity Apostles Church New Zealand
  - United Apostolic Church Pakistan
  - Myanmar United Apostolic Church
- Apostolic Church of South Africa – Apostle Unity (Südafrika)

Die Igreja Evangelica Apostolica in Brasilien wie auch die Diasporagemeinden in Argentinien und den USA, die von Deutschland aus betreut wurden, sind aufgelöst. Die derzeit etwa 80 Gemeinden auf den Philippinen werden von Australien aufgebaut und betreut. Die australischen Gemeinden haben auch die United Apostolic Church of India von den Europäern übernommen und bauen die Mission in Indien neu auf und aus. Ebenfalls aus Australien werden Missionen in Kenia, Neuseeland, Pakistan, Myanmar und Kanada betrieben.

## Lehre, Ämter und Leitung
Die vier europäischen und – bis 2005 auch – die indische Teilkirche sind in Lehr- und Organisationsfragen sehr eng miteinander verbunden. Seit Januar 2012 gilt in allen europäischen Gemeinschaften eine Gemeinde- und Gottesdienstordnung. Die europäischen Apostel treffen sich dreimal jährlich, seit etlichen Jahren zusammen mit den Bischöfen, zu Konferenzen. Zu den australischen und südafrikanischen Gemeinden bestehen inzwischen eher lose Verbindungen; es gibt Unterschiede in theologischen Fragen. Auch gehören inzwischen nicht mehr alle europäischen Apostel der internationalen Vereinigung an.
2003 fassten die europäischen Apostel den Beschluss zur Frauenordination, der 2004 dann erstmals in Deutschland mit der Ordination von Diakoninnen umgesetzt wurde. Inzwischen gibt es ordinierten Dienst von Frauen als Diakonin, Gemeindeältester, Hirtin und Bischöfin.